# 池松林一
池松 林一（いけまつ りんいち、1889年〈明治22年〉2月4日 - 1971年〈昭和46年〉4月）は、日本の政治家、実業家、銀行家。長崎県諫早市長（第3代）。長崎県会議員（1期）。HKT48の元メンバー田島芽瑠の高祖父である。

## 経歴
長崎県北高来郡諫早町（現・諫早市）出身。池松佐八の次男。池松ノエの養子となる。1906年（明治39年）、家督を相続する。
東京大成中学校を経て1918年（大正7年）、早稲田大学専門部政治経済科を卒業。貸金業を営む。
1921年（大正10年）、諫早町長に就任する。1939年（昭和14年）9月、北高来郡選出の県会議員となった。1940年（昭和15年）に諫早市制が施かれると10月1日に初代市会議長に選ばれた。1943年（昭和18年）1月26日に辞任する。1946年（昭和21年）1月10日に3代市長に就任した。

### 1947年諫早市長選挙
1947年（昭和22年）の市長選挙に自由党公認で立候補したが、中嶋太郎に大差で破れた。
※当日有権者数：-人 最終投票率：-%（前回比：-pts）
| 候補者名 | 年齢 | 所属党派 | 新旧別 | 得票数   | 得票率 | 推薦・支持 |
| -------- | ---- | -------- | ------ | -------- | ------ | ---------- |
| 中嶋太郎 | 58   | 無所属   | 新     | 14,739票 | 73.4%  | -          |
| 池松林一 | 48   | 自由党   | 現     | 5,346票  | 26.6%  | -          |

同年4月8日まで務めた。同月、県議も退任した。
退任後は、1951年（昭和26年）6月21日から1958年（昭和33年）7月20日まで長崎県出納長を務めた。
そのほか、諫早銀行頭取、十八銀行、長崎製糸、諫早無尽、諫早製麺各取締役、諫早倉庫貯金監査役、長崎県森林組連同県信用漁業協組連各会長、長崎県中央食糧会長をつとめる。池松石油店を経営する。

## 人物
趣味は狩猟、ゴルフ、碁。宗教は浄土宗。住所は長崎県長崎市桜馬場町、長崎県諫早市本町、長崎県北高来郡諫早町横町。

## 栄典
- 1969年 - 勲五等双光旭日章[5]
  - 地方自治の発展に寄与[4]。

## 家族
池松家
- 父・佐八（米穀商兼呉服太物履物類）[22]
- 妻・ヨト[9][注釈 4]（1894年 - ?、石島芳之助の長女）[2]
- 長女[2]
- 次女[9]
- 三女[10]
- 四女[9]
- 五女[9]
- 六女[10]
- 長男・林太郎（1922年 - ?、池松石油店代表社員）[2]
- 次男[9]
- 三男[9]
- 五男[2]